# Astragalus amherstianus
Astragalus amherstianus är en ärtväxtart som beskrevs av George Bentham. Astragalus amherstianus ingår i släktet vedlar, och familjen ärtväxter. Inga underarter finns listade i Catalogue of Life.